# Canton de Dampierre-sur-Salon
Le canton de Dampierre-sur-Salon est une circonscription électorale française située dans le département de la Haute-Saône et la région Bourgogne-Franche-Comté.

## Géographie
Ce canton est organisé autour de Dampierre-sur-Salon dans l'arrondissement de Vesoul. Son altitude varie de 189 m (Rigny) à 379 m (Champlitte).

## Histoire
À la suite du redécoupage cantonal de 2014, les limites territoriales du canton sont remaniées. Le nombre de communes du canton passe de 29 à 50.

## Représentation

### Conseillers d'arrondissement (de 1833 à 1940)
Le canton de Dampierre appartenait à l'arrondissement de Gray jusqu'à sa disparition en 1926.
| Période                                  | Période | Identité                                              | Étiquette                    | Qualité |
| ---------------------------------------- | ------- | ----------------------------------------------------- | ---------------------------- | --- |
| 1833                                     | 1848    | Bernard Alexandre François Xavier Dornier (1785-1860) |                              | Maitre de forges et propriétaire à Dampierre-sur-Salon                                                      |
|                                          |         |                                                       |                              | |
| 1928                                     | 1937    | René Louvot                                           | Union nationale républicaine | Vétérinaire à Dampierre-sur-Salon                                                                           |
| 1937                                     | 1940    | Léopold Estienney                                     |                              | Négociant à Lavoncourt                                                                                      |
| 1940                                     |         |                                                       |                              | Les conseils d'arrondissement ont été suspendus par la loi du 12 octobre 1940 et n'ont jamais été réactivés |
| Les données manquantes sont à compléter. |         |                                                       |                              | |

### Conseillers généraux de 1833 à 2015
| Période | Période      | Identité                                               | Étiquette                | Qualité |
| ------- | ------------ | ------------------------------------------------------ | ------------------------ | --- |
| 1833    | 1848         | Charles Quatrenvaux                                    |                          | Propriétaire à Membrey |
| 1848    | 1864         | Duc Alfred de Marmier                                  | Opposition               | Maître des requêtes au Conseil d'État puis Maître de forges à Ray et à Seveux Député (1845-1848, 1863-1869, 1871-1873)                                                                                               |
| 1864    | 1870         | Jean-Baptiste Chofardet                                |                          | Juge de paix et percepteur à Dampierre-sur-Salon |
| 1870    | 1871         | Duc Alfred de Marmier                                  | Gauche puis Centre droit | Conseiller d'État Maître de forges à Seveux Député (1845-1848, 1863-1869 et 1871-1873) |
| 1871    | 1895         | Duc Raynald de Marmier (1834-1917)-(fils du précédent) | Droite                   | Propriétaire à Ray-sur-Saône |
| 1895    | 1901         | Maurice Couyba                                         | Rad.                     | Professeur à Dampierre-sur-Salon Député (1897-1907) |
| 1901    | 1907 (décès) | Gaston Outhenin-Chalandre                              | Nationaliste             | Industriel Sénateur (1900-1907) Maire de Savoyeux |
| 1907    | 1913         | Abel Mareine                                           | Rad.                     | Fabricant de machines agricoles à Lavoncourt |
| 1913    | 1919         | Joseph Félix Pitolet                                   | Républicain              | Président de la section permanente de l'Office des pupilles de la Haute-Saône Adjoint au maire de Dampierre-sur-Salon                                                                                                |
| 1919    | 1937         | Joseph Moutenet                                        | Républicain              | Ancien négociant Maire de Dampierre-sur-Salon |
| 1937    | 1940         | René Louvot                                            | RG                       | Vétérinaire Maire de Dampierre-sur-Salon (1935-1944), conseiller d'arrondissement |
|         |              |                                                        |                          | |
| 1943    | 1945         | Hubert Baconnière de Salverte (1898-1979)              |                          | Agriculteur, propriétaire à Ray-sur-Saône Membre de l'Association d'entraide de la Noblesse Française (ANF) Membre de la Commission administrative départementale (1941-1943) Nommé conseiller départemental en 1943 |
|         |              |                                                        |                          | |
| 1945    | 1952 (décès) | René Louvot                                            | DVD-RPF                  | Vétérinaire Maire de Dampierre-sur-Salon (1935-1944) et (1947-1952) |
| 1953    | 1992         | Pierre Louvot (fils du précédent)                      | RI puis UDF              | Vétérinaire Sénateur (1977-1995) |
| 1992    | 2015         | Charles Gauthier,                                      | DVD puis UMP             | Éducateur spécialisé puis directeur général de la Sauvegarde Maire de Vereux (1994-2014), Président de la Communauté de communes des Quatre Rivières                                                                 |

### Conseillers départementaux à partir de 2015
| Période élective | Période élective | Mandat | Mandat   | Identité           | Nuance | Nuance | Qualité |
| ---------------- | ---------------- | ------ | -------- | ------------------ | ------ | ------ | --- |
| 2015             | 2021             | 2015   | 2021     | Alain Blinette     |        | LR     | Professeur Ancien conseiller général du canton d'Autrey-lès-Gray (2011-2015), maire de Rigny Président de la Communauté de communes        |
| 2015             | 2021             | 2015   | 2021     | Fabienne Richardot |        | DVD    | Agent immobilier Maire de Ferrières-lès-Ray                                                                                                |
| 2021             | 2028             | 2021   | en cours | Dimitri Doussot    |        | LR     | Juriste, attaché parlementaire d'Alain Joyandet Maire de Vauconcourt-Nervezain, Président de la Communauté de communes des Quatre Rivières |
| 2021             | 2028             | 2021   | en cours | Martine Gautheron  |        | LR     | Ancien chef d'entreprise Première adjointe au maire de Champlitte                                                                          |

### Résultats détaillés

#### Élections de mars 2015
À l'issue du 1er tour des élections départementales de 2015, trois binômes sont en ballottage : Alain Blinette et Fabienne Richardot (UMP, 48,84 %), Anaïs Beaupretre et Clément Sejournant (FN, 26,39 %) et Jean-Paul Carteret et Martine Gautheron (Divers, 24,77 %). Le taux de participation est de 61,51 % (5 534 votants sur 8 997 inscrits) contre 59,21 % au niveau départemental et 50,17 % au niveau national.
Au second tour, Alain Blinette et Fabienne Richardot (UMP) sont élus avec 66,43 % des suffrages exprimés et un taux de participation de 60,27 % (3 217 voix pour 5 416 votants et 8 986 inscrits).

#### Élections de juin 2021
Le premier tour des élections départementales de 2021 est marqué par un très faible taux de participation (33,26 % au niveau national). Dans le canton de Dampierre-sur-Salon, ce taux de participation est de 44,71 % (3 903 votants sur 8 730 inscrits) contre 40,34 % au niveau départemental. À l'issue de ce premier tour, deux binômes sont en ballottage : Dimitri Doussot et Martine Gautheron (LR, 54,42 %) et David Rubio et Aurélie Sartelet (Divers, 23,67 %).
Le second tour des élections est marqué une nouvelle fois par une abstention massive équivalente au premier tour. Les taux de participation sont de 34,36 % au niveau national, 42,9 % dans le département et 45,09 % dans le canton de Dampierre-sur-Salon. Dimitri Doussot et Martine Gautheron (LR) sont élus avec 69,31 % des suffrages exprimés (2 491 voix pour 3 934 votants et 8 724 inscrits),,.

## Composition

### Composition avant 2015
Le canton de Dampierre-sur-Salon avant la réforme de 2014 comptait 29 communes.
| Nom                             | Code Insee | Codepostal | Superficie (km2) | Population (dernière pop. légale) | Densité (hab./km2) |
| ------------------------------- | ---------- | ---------- | ---------------- | --------------------------------- | ------------------ |
| Dampierre-sur-Salon (chef-lieu) | 70198      | 70180      | 18,80            | 1 305 (2012)                      | 69                 |
| Achey                           | 70003      | 70180      | 7,05             | 77 (2012)                         | 11                 |
| Autet                           | 70037      | 70180      | 11,35            | 297 (2012)                        | 26                 |
| Brotte-lès-Ray                  | 70099      | 70180      | 5,06             | 74 (2012)                         | 15                 |
| Confracourt                     | 70169      | 70120      | 19,69            | 216 (2012)                        | 11                 |
| Delain                          | 70201      | 70180      | 12,20            | 234 (2012)                        | 19                 |
| Denèvre                         | 70204      | 70180      | 5,85             | 185 (2012)                        | 32                 |
| Fédry                           | 70230      | 70120      | 8,76             | 103 (2012)                        | 12                 |
| Ferrières-lès-Ray               | 70231      | 70130      | 4,00             | 36 (2012)                         | 9                  |
| Fleurey-lès-Lavoncourt          | 70237      | 70120      | 9,50             | 100 (2012)                        | 11                 |
| Francourt                       | 70251      | 70180      | 7,04             | 109 (2012)                        | 15                 |
| Grandecourt                     | 70274      | 70120      | 3,39             | 36 (2012)                         | 11                 |
| Lavoncourt                      | 70299      | 70120      | 5,55             | 351 (2012)                        | 63                 |
| Membrey                         | 70340      | 70180      | 11,01            | 223 (2012)                        | 20                 |
| Mont-Saint-Léger                | 70369      | 70120      | 4,90             | 65 (2012)                         | 13                 |
| Montot                          | 70368      | 70180      | 10,03            | 136 (2012)                        | 14                 |
| Ray-sur-Saône                   | 70438      | 70130      | 7,88             | 209 (2012)                        | 27                 |
| Recologne                       | 70440      | 70130      | 1,15             | 37 (2012)                         | 32                 |
| Renaucourt                      | 70442      | 70120      | 6,14             | 107 (2012)                        | 17                 |
| Roche-et-Raucourt               | 70448      | 70180      | 13,38            | 153 (2012)                        | 11                 |
| Savoyeux                        | 70481      | 70130      | 6,14             | 227 (2012)                        | 37                 |
| Theuley                         | 70499      | 70120      | 7,50             | 111 (2012)                        | 15                 |
| Tincey-et-Pontrebeau            | 70502      | 70120      | 6,95             | 84 (2012)                         | 12                 |
| Vaite                           | 70511      | 70180      | 9,39             | 215 (2012)                        | 23                 |
| Vanne                           | 70520      | 70130      | 9,72             | 93 (2012)                         | 9,6                |
| Vauconcourt-Nervezain           | 70525      | 70120      | 18,43            | 228 (2012)                        | 12                 |
| Vereux                          | 70546      | 70180      | 9,02             | 249 (2012)                        | 28                 |
| Villers-Vaudey                  | 70568      | 70120      | 5,55             | 63 (2012)                         | 11                 |
| Volon                           | 70574      | 70180      | 5,75             | 66 (2012)                         | 11                 |

### Composition depuis 2015
Le canton de Dampierre-sur-Salon comprend désormais cinquante communes entières.
| Nom                                         | Code Insee | Intercommunalité       | Superficie (km2) | Population (dernière pop. légale) | Densité (hab./km2) | Modifier                                    |
| ------------------------------------------- | ---------- | ---------------------- | ---------------- | --------------------------------- | ------------------ | ------------------------------------------- |
| Dampierre-sur-Salon (bureau centralisateur) | 70198      | CC des Quatre Rivières | 18,80            | 1 248 (2022)                      | 66                 | modifier les données · modifier les données |
| Achey                                       | 70003      | CC des Quatre Rivières | 7,05             | 70 (2022)                         | 9,9                | modifier les données · modifier les données |
| Argillières                                 | 70027      | CC des Quatre Rivières | 9,58             | 72 (2022)                         | 7,5                | modifier les données · modifier les données |
| Attricourt                                  | 70032      | CC Val de Gray         | 6,08             | 47 (2022)                         | 7,7                | modifier les données · modifier les données |
| Autet                                       | 70037      | CC des Quatre Rivières | 11,35            | 257 (2022)                        | 23                 | modifier les données · modifier les données |
| Autrey-lès-Gray                             | 70041      | CC Val de Gray         | 32,40            | 386 (2022)                        | 12                 | modifier les données · modifier les données |
| Auvet-et-la-Chapelotte                      | 70043      | CC Val de Gray         | 14,43            | 237 (2022)                        | 16                 | modifier les données · modifier les données |
| Bouhans-et-Feurg                            | 70080      | CC Val de Gray         | 9,75             | 239 (2022)                        | 25                 | modifier les données · modifier les données |
| Brotte-lès-Ray                              | 70099      | CC des Quatre Rivières | 5,06             | 66 (2022)                         | 13                 | modifier les données · modifier les données |
| Broye-les-Loups-et-Verfontaine              | 70100      | CC Val de Gray         | 7,00             | 115 (2022)                        | 16                 | modifier les données · modifier les données |
| Champlitte                                  | 70122      | CC des Quatre Rivières | 128,90           | 1 601 (2022)                      | 12                 | modifier les données · modifier les données |
| Chargey-lès-Gray                            | 70132      | CC Val de Gray         | 16,56            | 669 (2022)                        | 40                 | modifier les données · modifier les données |
| Courtesoult-et-Gatey                        | 70183      | CC des Quatre Rivières | 10,17            | 59 (2022)                         | 5,8                | modifier les données · modifier les données |
| Delain                                      | 70201      | CC des Quatre Rivières | 12,20            | 190 (2022)                        | 16                 | modifier les données · modifier les données |
| Denèvre                                     | 70204      | CC des Quatre Rivières | 5,85             | 147 (2022)                        | 25                 | modifier les données · modifier les données |
| Écuelle                                     | 70211      | CC Val de Gray         | 5,56             | 67 (2022)                         | 12                 | modifier les données · modifier les données |
| Fahy-lès-Autrey                             | 70225      | CC Val de Gray         | 6,20             | 99 (2022)                         | 16                 | modifier les données · modifier les données |
| Fédry                                       | 70230      | CC des Quatre Rivières | 8,76             | 94 (2022)                         | 11                 | modifier les données · modifier les données |
| Ferrières-lès-Ray                           | 70231      | CC des Quatre Rivières | 4,00             | 39 (2022)                         | 9,8                | modifier les données · modifier les données |
| Fleurey-lès-Lavoncourt                      | 70237      | CC des Quatre Rivières | 9,50             | 108 (2022)                        | 11                 | modifier les données · modifier les données |
| Fouvent-Saint-Andoche                       | 70247      | CC des Quatre Rivières | 34,70            | 201 (2022)                        | 5,8                | modifier les données · modifier les données |
| Framont                                     | 70252      | CC des Quatre Rivières | 11,73            | 181 (2022)                        | 15                 | modifier les données · modifier les données |
| Francourt                                   | 70251      | CC des Quatre Rivières | 7,04             | 101 (2022)                        | 14                 | modifier les données · modifier les données |
| Grandecourt                                 | 70274      | CC des Quatre Rivières | 3,39             | 48 (2022)                         | 14                 | modifier les données · modifier les données |
| Larret                                      | 70297      | CC des Quatre Rivières | 5,58             | 63 (2022)                         | 11                 | modifier les données · modifier les données |
| Lavoncourt                                  | 70299      | CC des Quatre Rivières | 5,55             | 332 (2022)                        | 60                 | modifier les données · modifier les données |
| Lœuilley                                    | 70305      | CC Val de Gray         | 5,67             | 96 (2022)                         | 17                 | modifier les données · modifier les données |
| Membrey                                     | 70340      | CC des Quatre Rivières | 11,01            | 215 (2022)                        | 20                 | modifier les données · modifier les données |
| Mont-Saint-Léger                            | 70369      | CC des Quatre Rivières | 4,90             | 48 (2022)                         | 9,8                | modifier les données · modifier les données |
| Montot                                      | 70368      | CC des Quatre Rivières | 10,03            | 136 (2022)                        | 14                 | modifier les données · modifier les données |
| Montureux-et-Prantigny                      | 70371      | CC des Quatre Rivières | 12,18            | 191 (2022)                        | 16                 | modifier les données · modifier les données |
| Oyrières                                    | 70402      | CC Val de Gray         | 14,03            | 361 (2022)                        | 26                 | modifier les données · modifier les données |
| Percey-le-Grand                             | 70406      | CC des Quatre Rivières | 13,88            | 78 (2022)                         | 5,6                | modifier les données · modifier les données |
| Pierrecourt                                 | 70409      | CC des Quatre Rivières | 15,60            | 107 (2022)                        | 6,9                | modifier les données · modifier les données |
| Poyans                                      | 70422      | CC Val de Gray         | 12,17            | 144 (2022)                        | 12                 | modifier les données · modifier les données |
| Ray-sur-Saône                               | 70438      | CC des Quatre Rivières | 7,88             | 211 (2022)                        | 27                 | modifier les données · modifier les données |
| Recologne                                   | 70440      | CC des Quatre Rivières | 1,15             | 32 (2022)                         | 28                 | modifier les données · modifier les données |
| Renaucourt                                  | 70442      | CC des Quatre Rivières | 6,14             | 116 (2022)                        | 19                 | modifier les données · modifier les données |
| Rigny                                       | 70446      | CC Val de Gray         | 12,72            | 637 (2022)                        | 50                 | modifier les données · modifier les données |
| Roche-et-Raucourt                           | 70448      | CC des Quatre Rivières | 13,38            | 154 (2022)                        | 12                 | modifier les données · modifier les données |
| Savoyeux                                    | 70481      | CC des Quatre Rivières | 6,14             | 195 (2022)                        | 32                 | modifier les données · modifier les données |
| Theuley                                     | 70499      | CC des Quatre Rivières | 7,50             | 101 (2022)                        | 13                 | modifier les données · modifier les données |
| Tincey-et-Pontrebeau                        | 70502      | CC des Quatre Rivières | 6,95             | 82 (2022)                         | 12                 | modifier les données · modifier les données |
| Vaite                                       | 70511      | CC des Quatre Rivières | 9,39             | 229 (2022)                        | 24                 | modifier les données · modifier les données |
| Vanne                                       | 70520      | CC des Quatre Rivières | 9,72             | 126 (2022)                        | 13                 | modifier les données · modifier les données |
| Vars                                        | 70523      | CC Val de Gray         | 16,16            | 184 (2022)                        | 11                 | modifier les données · modifier les données |
| Vauconcourt-Nervezain                       | 70525      | CC des Quatre Rivières | 18,43            | 219 (2022)                        | 12                 | modifier les données · modifier les données |
| Vereux                                      | 70546      | CC des Quatre Rivières | 9,02             | 204 (2022)                        | 23                 | modifier les données · modifier les données |
| Villers-Vaudey                              | 70568      | CC des Quatre Rivières | 5,55             | 57 (2022)                         | 10                 | modifier les données · modifier les données |
| Volon                                       | 70574      | CC des Quatre Rivières | 5,75             | 57 (2022)                         | 9,9                | modifier les données · modifier les données |
| Canton de Dampierre-sur-Salon               | 7001       |                        | 632,54           | 10 716 (2022)                     | 17                 | modifier les données                        |

## Démographie

### Démographie avant 2015
| 1962  | 1968  | 1975  | 1982  | 1990  | 1999  | 2006  | 2011  | 2012  |
| ----- | ----- | ----- | ----- | ----- | ----- | ----- | ----- | ----- |
| 5 653 | 5 609 | 5 391 | 5 221 | 5 076 | 4 847 | 5 085 | 5 401 | 5 389 |

### Démographie depuis 2015
En 2022, le canton comptait 10 716 habitants, en évolution de −2,54 % par rapport à 2016 (Haute-Saône : −1,4 %, France hors Mayotte : +2,11 %).
| 2013   | 2018   | 2022   |
| ------ | ------ | ------ |
| 11 386 | 10 838 | 10 716 |